# Luchthaven La Abraq Internationaal
Luchthaven La Abraq Internationaal (IATA: LAQ, ICAO: HLLQ) is een luchthaven in Al Bayda (ook wel Beida), Libië. De luchthaven wordt ook wel Luchthaven El Beida, Luchthaven La Braq of Luchthaven Beida la Abraq genoemd.
Er worden de volgende vluchten aangeboden:
- Air One Nine: Tripoli
- Libyan Airlines: Tripoli
- Nayzak Air Transport: Tripoli
- Buraq Air: Tripoli, Tunis[1]